# کرپ (پارچه)

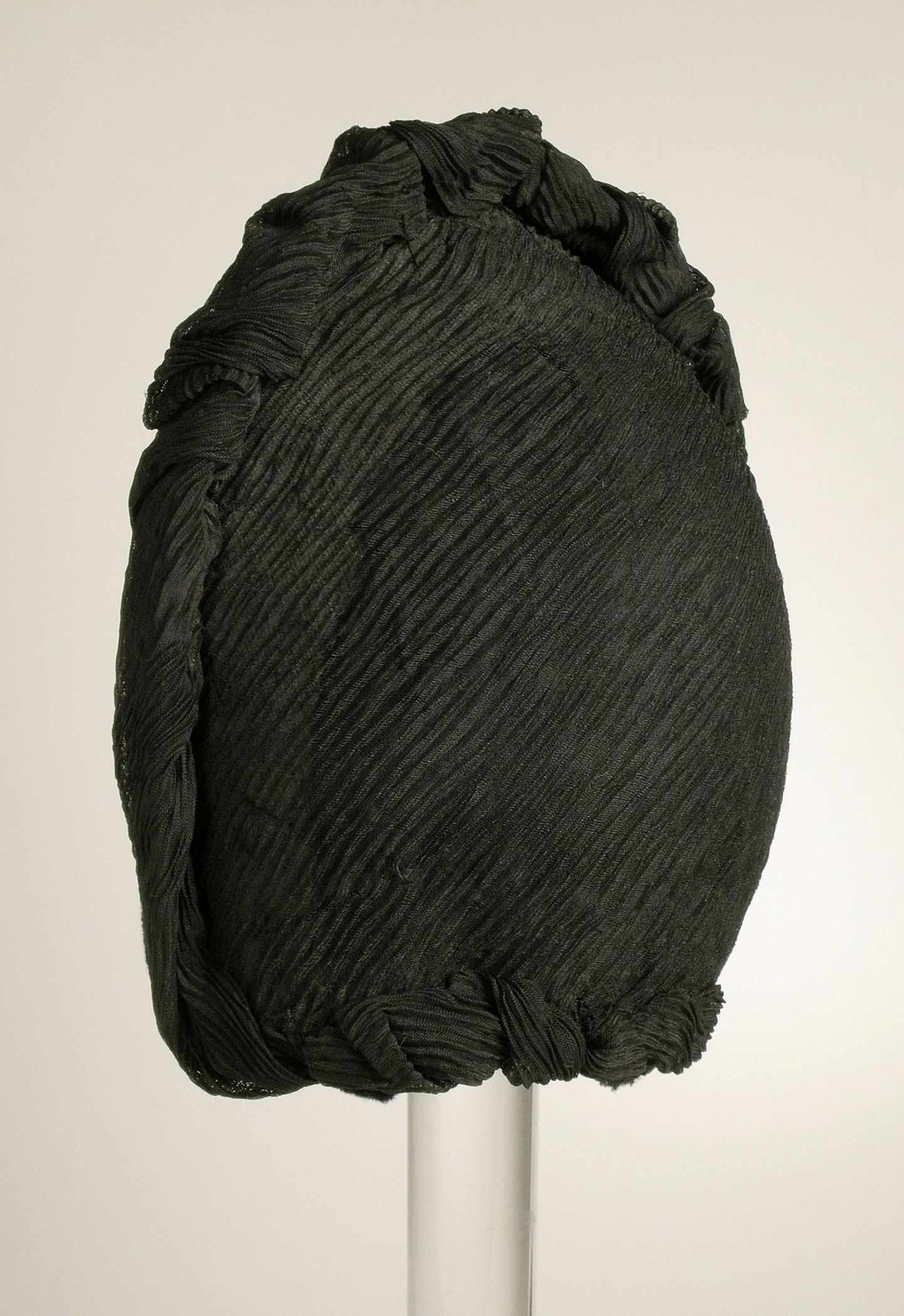
کلاه(عزاداری)کراپ ابریشم هدیه خانم مارگارت الم براینر.

کِرِپ (به فرانسوی: crêpe) پارچه ای ابریشمی، پشمی یا الیاف مصنوعی است که ظاهری کاملا پر چین و شکن دار دارد. اصطلاح «crape» معمولا به شکلی از پارچه مرتبط با سوگواری اشاره دارد. کرپ از نظر تاریخی "مجعد" یا "شکن دار" نیز نامیده می شد. کرپ پارچه ای بسیار نرم و مقداری براق است که انواع مختلفی مانند دوشین، موس و کرپون دارد.

## انواع
آئروفون
1. گاز ابریشمی چین دار با بافت کرپ
2. کرپ سبک وزن تاریخی قرن ۱۹، در سال ۱۸۲۰ معرفی شد،  و به عنوان "کرپ آئروفون" در سال ۱۸۶۱. 
آلبرت
1. کرپ عزاداری ابریشمی خوب سیاه که در سال ۱۸۶۲معرفی شد. 
2. کرپ ساده بافت.
3. کرپ ترکیبی از ابریشم و پنبه انگلیسی .
آلیسین
پارچه مبلی با بافت ساده و نوارهای کرپ. 
آلپاک
ابریشم مصنوعی و استات کرپ را با بافت پشمی ترکیب می‌کنند که لزوما از نخ آلپاکا ساخته نمی‌شود. 
Altesse
یک پارچه ابریشمی ساده بافته انگلیسی با پر کردن کرپ. 
عربی
1. پارچه ساده بافته انگلیسی با طرح های کرپ فیگور
2. کرپ ابریشمی رنگ شده با نقطه دوزی. 
زره
(به کرپ گرجستان مراجعه کنید)
متعادل
کرپ با نخ های S و Z متناوب در هر دو جهت بافته می شود.
بالمورال
کرپ انگلیسی ۱۸۹۵. 
بالزرین
یک گرانادین ابریشمی راه راه باریک ۱۸۸۹که با نوارهای کرپی پهن‌تر پوشیده شده است. پارچه پنبه‌ای قبل از دهه ۱۸۳۰، با نام بالزارین ، احتمالا کرپ نبود. 
پوست درخت
اصطلاح گسترده ای که کرپ های خشن را با بافت پوست درخت توصیف می کند. 
ساتن باوته
ساتن تار بافته شده با روکش کرپی ساده. 
بورادا
نسخه ارزان تر و مقرون به صرفه تر کریپ عزاداری که در سال ۱۸۸۷تبلیغ شد . 
بولونی
کرپ ابریشم که برای عزاداری استفاده می شود، همچنین به عنوان دره سایپر شناخته می شود.
کانتون
کرپ ابریشمی نرم با سطح سنگریزه ای که در اصل مربوط به کانتون در چین است، با دنده های جانبی. ساخت بریتانیا، اما به چین صادر می شود، از این رو نام آن است.
سود سوزآور
پنبه ای که با مواد شیمیایی پردازش می شود تا بافتی شبیه کرپ ایجاد شود، اغلب در الگوها. [13]
کرپ شیفون
کرپ با وزن شیفون (نوعی پارچه ابریشمی).
چیجیمی
کرپ ژاپنی.
Chirimen
کرپ ابریشم خام ژاپنی به طور گسترده ای برای تهیه کیمونو استفاده می شود.هنگامی که با یک نقطه بافته می شود، Mon-chirimen است.
کورتولد
کراپ عزاداری دهه ۱۸۹۰توسط شرکت کورتولدز ساخته شده است. یک نسخه ۱۸۹۴، به نام «کرپ ابریشم جدید کورتا»، بسیار نازک و نرم بود.کورتولد بازار صادرات کرپ و کرپ انگلیسی را در انحصار خود درآورد، به این معنی که منسوجات معروف به "آنگلیز" تقریباً همیشه تا سال ۱۹۴۰ توسط کورتولد تولید می شدند. 
آنگلیز
یک اصطلاح فرانسوی برای کرپ انگلیسی عزاداری سیاه و سفید.تنها کرپ آنگلیز واقعی ساخته شده توسط کورتولد در نظر گرفته شده که آخرین بار در سال ۱۹۴۰ ساخته شد.
الجزایری
نام تجاری برای پونجی چاپ شده با بافت کرپ خشن. 
بئاتریس
نام تجاری کرپ با نوار تار سبک.
بربر
نام تجاری برای پونجی با بافت کرپ رنگ شده. 
کرپ چارموز
ساتن ابریشمی سبک با تار گرانادین و روکش کرپ.
چنت
نام تجاری برای کرپ قوی با بافت سنگریزه.
کرپ کرپ
ساخته شده با پیچش های اضافی در تار برای ایجاد یک بافت فوق العاده عمیق.
چینی
ابریشم ظریف و سبک، پنبه ای، یا تراشیده، با بافت ساده و پر کردن کرپ.
تراورس چینی
یک کرپ د چین آجدار با نخ های پرکننده سنگین تر که در فواصل منظم به بافت وارد می شود.
دانته
کرپ با پر کردن ابریشم و پشم.
لاهور
کرپ پنبه ای ساخت فرانسه.
پشمی
یک پارچه پشمی شفاف با بافت ساده با پیچش سخت برای جلوه خفیف کرپ.
سانته یا بهداشتی
کرپ مخلوط پشمی رنگ نشده، نزدیک بافته، با بافت خشن که با ابریشم، کتان یا پنبه مخلوط شده است، که به آن «کرپ سلامت» نیز می‌گویند.
سویسی
پارچه لباس ۱۸۶۰.
اسپانیایی
پارچه روباز با تار ابریشم و پر کننده پشم.
دیانا
نام تجاری کرپ مخلوط پنبه و ابریشم.
الیزابت
اصطلاح انگلیسی برای ژرژت خالدار یا سنگریزه.
faille sublime
غلات ابریشم با پر کردن سخت پیچ خورده. 
ساده بافته شده با روکش کرپ.
امپریال
کراپ پشمی اواخر قرن نوزدهم.
ژاکارد
کرپ با طرح های ژاکارد بافی.
جانیگور
نام تجاری برای منسوجات دنده ای سنگین با نخ های ابریشم مصنوعی متناوب و تارهای استات کسل کننده، رنگرزی متقاطع برای سایه های متنوع.
پیراهن کرپ
کرپ ابریشم دنده عمودی شبیه پارچه بافتنی.
لیسه (یا اجاره)
کرپ ابریشمی یا پنبه‌ای سبک، براق و کمی سفت شده، با پیچش‌های کمتر از کرپ کرپ.
کرپلا
اصطلاح فرانسوی برای افکت کرپ.
کرپلین
ابریشم ساده بافته شده بسیار شفاف معمولاً در حفاظت از منسوجات استفاده می شود.ابتدا در دهه ۱۸۷۰به عنوان یک جایگزین ارزان برای کرپ د چین معرفی شد.
کرپلا
ساده بافته شده با نخ تابیده شده سخت.
مارتز
پارچه ۱۸۶۲.
ماروکائین
کرپ سنگین و دنده ای متقاطع که در آن نخ پرکننده درشت تر از تار است و شبیه کرپ کانتون است. 
شهاب سنگیپ
کرپ ابریشم نرم، بافت پارچه جناغی به شکل ساتن.
موهر
کرپ ترکیبی ابریشم و موهر.
مورت
نام تجاری. کرپ ورقه ای سبک با پر کردن سنگین تر و شل تر.
موس
یک نوع فویل مات که در برابر انقباض مقاومت می کند.
میوزوتیس
کرپ عزاداری بعدی که در دهه ۱۹۳۰ساخته شد، از ابریشم چین دار با روکش نرم. کورتولدز این منسوجات را در اوایل دهه ۱۹۳۰ به عنوان جایگزینی برای کرپ‌های سنتی و سنتی که به طور فزاینده‌ای محبوبیت نداشتند، عرضه کرد.
کرپنت
پونجی با جلوه کرپ.
اوندسه
کرپ مخلوط ریون-استات با بافت خشن.
پوپلین
پارچه دنده پشم ابریشم اواخر قرن نوزدهم با جلوه کرپ.
راشل
کرپ ترکیبی پنبه ای با چاپ فرانسوی.
رادیو کرپ
کرپ ابریشم خام بریتانیایی با جلوه آجدار، با استفاده از ردیف‌های دوتایی S-twist و Z-twist.
رویال
کرپ دچین خالص در سال ۱۸۸۹معرفی شد.
سوزت
تغییراتی در کرپون ژرژت.
کرپین
ابریشم با خال های کرپ. این نام همچنین یک نوع حاشیه را توصیف می کند.
کرپولین
دسته ای از پارچه های شفاف با جلوه کرپ تار. 
کرپون
کرپ سنگین‌تر با بافت جهت تار اغراق‌آمیز که با چندین تکنیک بافندگی تولید می‌شود. یک نسخه ابریشمی نرم در سال ۱۸۶۶معرفی شد، و نسخه دوم بسیار سنگین تر در سال ۱۸۸۲. در دهه ۱۸۹۰کرپون نیز پارچه پشمی را توصیف کرد که بین راه راه ها یا مربع ها پف می کرد، از جمله کرپون میلرای (راه راه) و کرپون فارسی (با الگوهای شرقی).
کریستالی
اصطلاح انگلیسی برای کرپ ابریشم.
کرسپه
گاز سوگواری چین دار سبک، اواخر قرن ۱۶.
سینارا
پارچه ای از نوع کریپ از ریون و استات.
قبرس
کرپ ظریفی که در قرون ۱۵تا ۱۷میلادی برای کلاه بندهای عزاداری استفاده می شد، ساخت قبرس.
ʻeleʻele
کرپ عزاداری سیاه که در هاوایی پوشیده می شود.
Epingline
منسوجات ابریشم، ابریشم مصنوعی یا روکش شده با سطح کرپ.
اسمرالدا یا étendelle
کرپ یا گاز سفید شفاف در اوایل قرن ۱۹رایج بود که اغلب گلدوزی می شد.
کرپ تخت یا ساختگی
یا (به اشتباه) کرپ فرانسوی نیز نامیده می شود. پارچه ای صاف و صاف با بافت ساده، معمولاً ترکیبی ابریشم، با نخ های سخت تابیده و تار نخ معمولی. همچنین برای توصیف پارچه مشابه ساخته شده بدون نخ های کرپ استفاده می شود.
فرانسوی یا کرپ لباس زیر زنانه
1. پارچه های ابریشمی یا ابریشم مصنوعی ساده بافته شده شبیه کرپ تخت.
2. پارچه وزن لباس زیر زنانه با تار کاموای معمولی و نخ پرکننده پیچ خورده که کمتر از پیچش کرپ معمولی پیچ خورده است.
3. نامی نادرست برای کرپ تخت.
گامسا
کرپ تقلیدی با پشت ساتن در ریون بافتنی.
ژرژت
1. پارچه شفاف و سبک وزن که به نام ژورژت د لا پلانت خوش لباس نامگذاری شده است.
2. پارچه ابریشم بافی ساده یا پارچه مصنوعی با سطح کرپ با نخ های S و Z متناوب در تار و پود.
3. اصطلاح انگلیسی برای کرپ پنبه ای.
گرجستانی
کرپ سنگ‌ریزه‌ای زنجیره‌ای (که در فرانسه به آن آرمور می‌گویند) اغلب با نقوش الماس، سپر یا چشم پرنده.
مارانا
کرپ پشمی، بسیار منعطف و چسبناک.
مامانی
پارچه نخی سبک.
کرپ یا کرپ نورویچ
1. تار و تار ابریشم قرن ۱۹، شبیه بمبازین بدون جناغ ، اما کرپ واقعی در نظر گرفته نمی شود.
2. کرپ با رنگ سیاه قرن ۱۷ ساخت انگلستان.
3. یک پارچه ابریشم و پنبه مانند ژرژت در یک بافت کرپ.
پکین
پکین (منسوجات راه راه براق و مات) بافته شده با پود کرپ.
پلیسه
عمدتا پارچه‌های پنبه‌ای با جلوه کرپ ایجاد می‌شود که با عمل شیمیایی پارچه به حالت چروک و چروک، معمولا به صورت راه راه ایجاد می‌شود. ساتن پلیسه با نخ های کرپ درست می شود.
معکوس
با تار نخ کرپ و پر کردن صاف بافته شده است.
ریتم
ابریشم مصنوعی ساده بافت با شیرشکری راه راه .
رومین
کرپ سنگین اما شفاف.
روشن آرا
نام تجاری کرپ با پشت ساتن دنده‌دار.
روسی
در سال ۱۸۸۱اختراع شد. کرپ درشت بافت.
شنی یا خزه
کرپ با ظاهری سطحی دانه‌دار یا مات‌شده که با بافتی کوچک ایجاد می‌شود.
خاک اره
شبیه کرپ شنی اما با سطح خشن تر.
پشت ساتن
پارچه برگشت پذیر با صورت ساتن و روکش کرپ.
شیوزه
کرپ ریسی ابریشم ژاپنی. 
ویکتوریا
کرپ پنبه ای ساخت بریتانیا با درخشندگی پارچه (luster) بالا.
یانتسو
کرپ ابریشم شکل ساخته شده در یانتای، شرق چین.
یددو
پارچه پنبه ای نرم، وزن متوسط.